# Maço de fibras
Em matemática, e particularmente em topologia, um fibrado (maço de fibras (português brasileiro) ou feixe de fibras (português europeu)) é intuitivamente uma demonstração de que um espaço localmente "parece" com um determinado espaço produto, mas globalmente pode ter uma estrutura topológica diferente. Especificamente, a similaridade entre um espaço E e um espaço de produto B × F é definida utilizando um mapa sobrejetivo contínuo
{\displaystyle \pi \colon E\to B}
que, em pequenas regiões de E. comporta-se como uma projeção a partir de regiões correspondentes de B×F para B. O mapa π, chamado a projeção ou submersão do maço, é considerado como parte da estrutura do maço. O espaço E é conhecido como o espaço total do maço de fibras, B, tal como o espaço é conhecido como base, e F de fibra.